# Rosh
Rosh  (em hebraico  ראש, literalmente "cabeça"; como adjetivo: "superior", "principal") é o nome dado a um coordenador. 
O rosh é um cargo dentro do Judaísmo, não necessariamente exercido por um rabino. 